# Enköpings fögderi
Enköpings fögderi avsåg den lokala skattemyndighetens verksamhetsområde i nuvarande Enköpings och Håbo kommuner mellan åren 1967 och 1991. Efter detta år omorganiserades skatteväsendet och fögderierna ersattes av en skattemyndighet för varje län - i detta fall den för Uppsala län. År 2004 gick verksamheten upp i det nybildade Skatteverket.
Enköpings fögderi föregicks av flera mindre fögderier, vilka sedermera även delvis hamnade under Uppsala fögderi. 
- Trögds fögderi (1918-1966)
  - Uppsala läns södra fögderi (1886-1917)
    - Uppsala läns första fögderi (1720-1885)
    - Uppsala läns andra fögderi (1720-1885)
    - Uppsala läns tredje fögderi (1720-1885)